# 弗朗茨·格里帕泽
弗朗茨·格里帕泽（德語：Franz Seraphicus Grillparzer，1791年1月15日—1872年1月21日），奥地利剧作家，诗人。

## 生平
弗朗茨·格里帕泽（德語：Franz Seraphicus Grillparzer，1791年1月15日－1872年1月21日），出生于哈布斯堡君主国维也纳，是19世纪奥地利最重要的剧作家与诗人，被誉为奥地利古典主义戏剧的奠基人。
他早年就读于维也纳大学，学习法律和哲学，1811年毕业后担任家庭教师、剧作家、宫廷图书馆员与财政机关公务员，1832年起出任宫廷档案馆馆长，1856年退休。他生前与贝多芬、舒伯特等文化人物相识，曾为他们撰写悼词或墓志铭。

## 作品
格里帕泽的剧作融合古典主义与浪漫主义风格，强调心理冲突与命运安排。他的代表作包括：
《祖先》（Die Ahnfrau，1817）
《萨福》（Sappho，1818）
《金羊毛三部曲》（Das goldene Vließ，1818–1820）：
- 《到访者》（Der Gastfreund）
- 《阿耳戈英雄》（Die Argonauten）
- 《美狄亚》（Medea）

《奥托卡王的兴衰》（König Ottokars Glück und Ende，1825）
《海涛与爱浪》（Des Meeres und der Liebe Wellen，1831）
《幻梦人生》（Ein Traum ein Leben，1834）
《莉布萨》（Libussa，1844）
《托莱多的犹太女郎》（Die Jüdin von Toledo，出版于逝世后）
《可怜的乐师》（Der arme Spielmann，1848）——一篇著名中篇小说

## 风格与影响
格里帕泽早期受命运悲剧影响，后期更关注人物内心世界的冲突。他融合了奥地利民族戏剧传统、德国古典文学与西班牙黄金时代戏剧等元素。他对奥地利文学和维也纳剧场文化产生深远影响，其作品至今在城堡剧院（Burgtheater）常年上演。

## 荣誉
奥地利科学院院士
莱比锡大学、维也纳大学名誉博士
奥地利帝国顾问官衔
奥地利贵族院议员
巴伐利亚科学与艺术勋章获得者